# Eishockey-Kreisliga Bayern
Die Kreisklasse Bayern (BKK) später auch Kreisliga Bayern (BKL) genannt, wurde vom Bayerischen Eissportverband (BEV) organisiert und war bei Gründung zur Saison 1936/37 hinter der Gauklasse als zweithöchste Spielklasse eingestuft. Die Meister der Gauklasse waren zugleich bayerischer Meister und für die Teilnahme an den deutschen Meisterschaften qualifiziert. Auch wurde die BKL in einem späteren Zeitrahmen kurzzeitig  wieder Kreisklasse (BKK) genannt, es handelte sich dabei aber immer um die Spielklasse unterhalb der Landesliga. Aus der Kreisliga Bayern wurde ab der Saison 1991/92 die Eishockey-Bezirksliga Bayern.

## Spielklassen

### Spielklassenverlauf
- Zweitklassig hinter der Gauklasse ab Gründung 1936/37
- Drittklassig mit Einführung der Ober- und Landesliga von 1948/49 bis 1958
- Viertklassig mit Einführung der Bundesliga von 1958/59 bis 1961
- Fünftklassig mit Einführung der Gruppenliga/Regionalliga von 1961/62 bis 1968
- Sechstklassig mit Einführung der Bayernliga von 1968/69 bis 1973
- Siebtklassig mit Einführung der 2. Bundesliga von 1973/74 bis 1991

Quelle: passionhockey.com

### Saisonübersichten
Archiv

## Meister
Bayerischer Kreisligameister
| Saison | Kreisliga Meister  | Liga  |
| ------ | ------------------ | ----- |
| 1937   | Nürnberger HTC     | I I   |
| 1948   | TSV Straubing      | I I   |
| 1949   | ASV Rosenheim      | I I I |
| 1950   | TSV Schliersee     | I I I |
| 1952   | SC Weßling         | I I I |
| 1955   | EV Berchtesgaden   | I I I |
| 1956   | ESV Bad Bayersoien | I I I |
| 1957   | TSV Schliersee     | I I I |
| 1960   | TSV Straubing      | I V   |

| Saison | Kreisliga Meister | Liga |
| ------ | ----------------- | ---- |
| 1961   | EV Rieden         | IV   |
| 1962   | VER Selb          | V    |
| 1963   | SV Hohenfurch     | V    |
| 1964   | ERSC Amberg       | V    |
| 1965   | TSV Straubing     | V    |
| 1966   | ESV Buchloe       | V    |
| 1967   | SC Eibsee-Grainau | V    |
| 1968   | TSV Schongau      | V    |
| 1969   | EC Peiting        | V I  |

| Saison  | Kreisliga Meister | Liga  |
| ------- | ----------------- | ----- |
| 1970    | TuS Geretsried    | V I   |
| 1974    | SC Gaißach        | V I I |
| 1986    | TSV Kottern       | V I I |
| 1987    | TSV Kottern       | V I I |
| 1988    | EC Thanning       | V I I |
| 1989    | ESC Dorfen 1b     | V I I |
| 1990    | EV Bruckberg      | V I I |
| 1991    | ESC Dorfen 1b     | V I I |
| 1991/92 | BBzL              | V I I |

Quelle: passionhockey.com